# Стриковиці-Ґурне
Стриковиці-Ґурне (пол. Strykowice Górne) — село в Польщі, у гміні Зволень Зволенського повіту Мазовецького воєводства.
Населення — 564 особи (2011).
У 1975-1998 роках село належало до Радомського воєводства.

## Демографія
Демографічна структура станом на 31 березня 2011 року:
|          | Загалом | Допрацездатний вік | Працездатний вік | Постпрацездатний вік |
| -------- | ------- | ------------------ | ---------------- | -------------------- |
| Чоловіки | 277     | 69                 | 180              | 28                   |
| Жінки    | 287     | 62                 | 162              | 63                   |
| Разом    | 564     | 131                | 342              | 91                   |